# ハロー!チャンネル
ハロー!チャンネルは、カドカワムック（角川書店、現・KADOKAWA KEY-PROCESS）から出版されていたハロー!プロジェクトの公式ムック。略称はハロチャン。
2010年4月26日発売のvol.1から2013年4月22日発売のvol.12まで3年間出版された。
便宜上『ハロー!チャンネル』は「vol.1」、『ハロー!チャンネル vol.2』以降はナンバリング通りに「vol.2」と表記する。

## 概要
ハロー!プロジェクトメンバー全員が関わる書籍としては『ハロー!プロジェクト大百科』があるが、ムックの発行は初めて。
書籍では出来ない連続性のある雑誌的な切り口でハロー!プロジェクトメンバーの個性を表現している。
vol.4からポスターが付いている。
角川マーケティングが展開している携帯電話のコンテンツ「動く!!写真集 powered by ザテレビジョン」内で「ハロー!チャンネル」のコーナーが設けられた。
発売日間近になるとハロー!プロジェクトメンバーによる告知動画がYouTubeのザテレビジョン公式チャンネルで公開された。
撮影風景や雑誌未掲載の場面を収録した「ハロー!チャンネル the DVD」が書籍の出版と連動して受注販売された。

## 掲載内容

### 表紙・巻頭グラビア
括弧内は服装やコスプレの内容。
- vol.1: 高橋愛（レディーススーツ）、真野恵里菜（セーラー服）
- vol.2: 高橋愛、矢島舞美（和服）
- vol.3: 高橋愛（ピーター・パン）、鈴木愛理（赤ずきん）
- vol.4: 高橋愛（鶏の着ぐるみ）、譜久村聖・生田衣梨奈・鞘師里保・鈴木香音（ひよこの着ぐるみ）
- vol.5: 高橋愛、清水佐紀、矢島舞美、和田彩花（背広）
- vol.6: 高橋愛（袴）
- vol.7: 譜久村聖・生田衣梨奈・鞘師里保・鈴木香音・飯窪春菜・石田亜佑美・佐藤優樹・工藤遥（制服）
- vol.8: 新垣里沙（袴）
- vol.9: 道重さゆみ・嗣永桃子・鈴木愛理・譜久村聖（ハロチャン戦隊 ももレンジャー）
- vol.10: 道重さゆみ・鞘師里保・石田亜佑美（ハワイ）
- vol.11: 真野恵里菜
- vol.12: 道重さゆみ・田中れいな

### 裏表紙など巻頭以外のグラビア
- vol.2: 卒業記念グラビア 亀井絵里×道重さゆみ＆田中れいな
- vol.3: 戦国グラビア スマイレージ
- vol.4: 巻末グラビア シンデレラかにょん×フェアリーズッキ（福田花音、鈴木香音）
- vol.5: 真野恵里菜（浴衣）
- vol.6: 嗣永桃子、矢島舞美、福田花音
- vol.7: 清水佐紀、嗣永桃子、矢島舞美、真野恵里菜（着物）
- vol.8: 真野恵里菜（イラスト：江口寿史）
- vol.12: 嗣永桃子

### 連載
「連載」と付いたのはvol.3から。
- 働け！娘。たちのハロー!ワーク
職場体験をする企画。vol.1からvol.6まで。連載とは明示されていない。
  - vol.1: 神田明神で巫女修行、エプソン 品川アクアスタジアム、タワーレコード渋谷店
  - vol.2: 伊香保温泉の旅館、築地市場、SHIBUYA TSUTAYA、SHIBUYA109のアパレル店員
  - vol.3: マクドナルド、そば店、幼稚園
  - vol.4: 動物園(市原ぞうの国)の飼育係、漫画家(ふなつ一輝)のアシスタント (漫画)
  - vol.5: 角川歴彦の秘書、コンビニ店員（ローソン）
  - vol.6: ホテル（品川プリンスホテル）、海の家（片瀬東浜海水浴場）
- ハロー!チャレンジ
体験企画。vol.3からvol.5まで。
- Go! Go! ハロチャンミュージアム
vol.7。ハロー!プロジェクトメンバーが作ったものを発表する。
- ハロー!女子会
ハロー!プロジェクトメンバー数名による女子会。連載とは明示されていないがvol.4からvol.7まで。
- 道重さゆみという女
vol.1からvol.5、vol.7、vol.8。ハロー!プロジェクトメンバーの中でも多くバラエティ番組に出演している立場でコーナーが制作されている。vol.1のみ質疑応答で、それ以降は対談。
  - vol.2: 加地倫三（テレビ朝日のプロデューサー。ロンドンハーツ「格付けし合う女たち」で道重を起用した）
  - vol.3: 小森純
  - vol.4: 矢口真里
  - vol.5: 櫻井孝昌（対談がきっかけとなり[2]「世界カワイイ革命」の帯にコメントを寄せた[3]）
  - vol.7: 山田悠介
  - vol.8: 嶺脇育夫（タワーレコード代表取締役社長）
- 田中れいな「漢気一直線!」
vol.1からvol.4、vol.6。連載が開始したのはvol.1から、副題が付けられたのはvol.2から。
- チャレンジャー岡井千聖のあくなき闘い!!
vol.1からvol.5まで。
- 真野恵里菜のアイドル100万ボルト
vol.1からvol.7。各地をデートするグラビアコーナー。
- 和田彩花のDAWA語録
vol.1から4まで。Twitter、ブログ、インタビューなどの和田彩花の発言をまとめたもの。
- DAWA画伯
vol.5から。美術鑑賞が趣味の和田彩花がアートの技術を教わる企画。
- Hello! Project Show my Room
vol.1からvol.3まで。ハロー!プロジェクトメンバーの部屋の様子や私物を絵や写真で紹介。
- Hello! Project Show my Fasion
vol.4からvol.6まで。ハロー!プロジェクトメンバーの私服、部屋、私物を紹介。
- 熊井友理奈のランドマークガール
グラビアコーナー。vol.1からvol.5まで。
- ノスタルジック・ハート
vol.6から。ハロー!プロジェクトメンバーがノスタルジー漂う風景をたずねる。

### その他
- 広告欄はオフィシャルファンクラブ（ハロー!プロジェクト、M-line club、AYAWAY）や出演したCD・DVDの広告のみで、ハロー!プロジェクトと無関係なものは掲載されていない。
- CDやDVDのリリース、レギュラー番組、コンサートの日程などをスケジュールした「ハロー!プロジェクト スケジュール」がvol.2から掲載されている[注 2]。

## 書籍
すべてカドカワムック（角川書店）から出版された（発行：キッズネット、編集：角川マガジンズ、発売：角川グループパブリッシング）。
- 『ハロー!チャンネル』（2010年04月26日） - ISBN 978-4048950749
- 『ハロー!チャンネル vol.2』（2010年10月29日） - ISBN 978-4048954044
- 『ハロー!チャンネル vol.3』（2010年12月27日） - ISBN 978-4048954105
- 『ハロー!チャンネル vol.4』（2011年04月21日） - ISBN 978-4048954266
- 『ハロー!チャンネル vol.5』（2011年07月13日） - ISBN 978-4048954334
- 『ハロー!チャンネル vol.6』（2011年09月23日） - ISBN 978-4048954365
- 『ハロー!チャンネル vol.7』（2011年12月19日） - ISBN 978-4048954419
- 『ハロー!チャンネル vol.8』（2012年04月25日） - ISBN 978-4048954525
- 『ハロー!チャンネル vol.9』（2012年07月18日） - ISBN 978-4048954556
- 『ハロー!チャンネル vol.10 〜旅をしちゃいました!スペシャル〜』（2012年10月24日） - ISBN 978-4048954723
- 『ハロー!チャンネル ベストセレクション』（2012年11月21日、DVD付き） - ISBN 978-4048954730
- 『ハロー!チャンネル vol.11 2013年新春特大号〜真野恵里菜卒業スペシャル!〜』（2012年12月26日） - ISBN 978-4048954761
- 『ハロー!チャンネル vol.12 〜田中れいな卒業スペシャル!〜』（2013年4月22日） - ISBN 978-4048954891

また、「別冊ハロー!チャンネル」として『「数学♥女子学園」PHOTO BOOK』が出版された。
- 別冊ハロー!チャンネル 「数学♥女子学園」PHOTO BOOK（2012年3月21日） - ISBN 978-4048954471

## ハロー!チャンネル the DVD
書籍の出版と連動してUP-FRONT WORKSより受注販売された。DVD 2枚組。
- 『ハロー!チャンネル the DVD』（2010年06月17日、UFBW-1026/7）
- 『ハロー!チャンネル the DVD Vol.2』（2010年12月17日、UFBW-1030/1）
- 『ハロー!チャンネル the DVD Vol.3』（2011年03月02日、UFBW-1050/1）
- 『ハロー!チャンネル the DVD Vol.4』（2011年06月16日、UFBW-2020/1）
- 『ハロー!チャンネル the DVD Vol.5』（2011年09月14日、UFBW-2028/9）
- 『ハロー!チャンネル the DVD Vol.6』（2011年11月17日、UFBW-2033/4）
- 『ハロー!チャンネル the DVD Vol.7』（2012年02月23日、UFBW-2045/6）
- 『ハロー!チャンネル the DVD Vol.8』（2012年06月29日、UFBW-2061/2）
- 『ハロー!チャンネル the DVD Vol.9』（2012年09月20日、UFBW-2066/7）
- 『ハロー!チャンネル the DVD Vol.10』（2012年12月21日、UFBW-2072/3）
- 『ハロー!チャンネル the DVD Vol.11』（2013年02月19日、UFBW-2077/8）
- 『ハロー!チャンネル the DVD Vol.12』（2013年06月12日、UFBW-2085/6）